# Масами Кувашима
Масами Кувашима (桑島 正美?), на английски: Masami Kuwashima е бивш пилот от Формула 1. Роден на 14 септември 1950 г. в Кумагая, Япония.

## Формула 1
Масами Кувашима прави своя дебют във Формула 1 в Голямата награда на Япония през 1976 г. В световния шампионат записва 1 състезание като не успява да се квалифицира за самите състезания, състезава се за отбора на Волф.